# Тартаковский, Исаак Иосифович
Исаак Иосифович Тартаковский (25 апреля 1912, Волочиск — 18 июня 2002, Киев) — советский и украинский художник, Заслуженный художник Украинской ССР (1976), Народный художник Украины (1994), член Союза художников СССР.

## Биография
Родился в местечке Волочиск, Староконстантиновский уезд, Волынская губерния (ныне в Хмельницкой области).
В возрасте до десяти лет потерял мать. В пятилетнем возрасте отец с ним и младшим братом переехали в Киев.
В пятнадцатилетнем возрасте поступил в художественную профшколу, которую успешно окончил в 1929 году (учился у художников К. Трохименко и К. Елева). Через три года в 1932 году, после работы фотокорреспондентом в Енакиево, поступает в Киевский институт кинематографии на кинооператорский факультет. В 1937 году он с отличием оканчивает университет. С июня 1941 года пошёл в армию, где участвовал в боевых действиях до 1945 года. Вернувшись, поступил в Киевский художественный институт, где его учителями были И. Штильман, А. Шовкуненко, К. Елева, М. Шаронов, В. Костецкий, С. Григорьев. В 1976 году художник был удостоен звания «Заслуженный художник Украинской ССР», а в 1994 году ему было присвоено звание «Народный художник Украины».
Умер 18 июня 2002 года. Похоронен в Киеве на Байковом кладбище (участок № 49а).

## Избранные работы
Произведения Исаака Тартаковского выставлены в 33 музеях Украины. Репродукции картин ходожника были представлены на открытках, к примеру: «В час отдыха».

### Портреты
- композитора Л. Ревуцкого
- конструктора Н. Назаровой
- доменщика П. Алексеева
- А .Шовкуненко
- В. Батюшкова,
- М. Дерегуса
- Г. Мелихова
- М. Гантмана
- Г. Якутовича
- А. Пламеницкого
- скульптора А.Скобликова
- скульптора И. Чайкова
- архитектора В. Заболотного
- архитектора А. Добровольского
- академика А. Палладина
- академика А. Кирсанова
- академика Р. Чаговеца
- поэта Саввы Голованивского (1977 год)

### Великая Отечественная война
- «В освобождённом Киеве»
- «Киев свободен, Тарас!»
- «На Тарасовой горе»
- «Герои Днепра»
- «К мирному труду»
- «Возле колодца»

### Холокост
- «Последний путь»
- «Евреи в плену»
- «Евреи и политруки — выходи!»
- «Мировая скорбь»

## Семья
- Сын — Анатолий Тартаковский.
- Дочь — Елена Паламарчук.